# Якимы (Ельский район)
Якимы (бел. Якімы) — деревня в Засинцевском сельсовете Ельского района Гомельской области Белоруссии.
На юге граничит с лесом.

## География

### Расположение
В 46 км на юго-запад от Ельска, в 28 км от железнодорожной станции Словечно (на линии Калинковичи — Овруч), в 221 км от Гомеля.

## Гидрография
На реке Ясинец (приток реки Словечна).

## Транспортная сеть
Транспортные связи по просёлочной, затем автомобильной дороге Засинцы — Ельск. Планировка состоит из короткой широтной улицы, застроенной деревянными домами усадебного типа.

## История
По письменным источникам известна с XIX века как хутор в Мозырском уезде Минской губернии. В 1879 году упоминается как селение Скороднянского церковного прихода. В 1908 году в Скороднянской волости. В 1931 году жители вступили в колхоз. 10 жителей погибли на фронтах Великой Отечественной войны. В 1959 году в составе колхоза «Путь Ленина» (центр — деревня Засинцы).

## Население

### Численность
- 2004 год — 6 хозяйств, 8 жителей.

### Динамика
- 1897 год — 3 двора, 43 жителя (согласно переписи).
- 1908 год — 9 дворов, 83 жителя.
- 1925 год — 12 хозяйств.
- 1959 год — 52 жителя (согласно переписи).
- 2004 год — 6 хозяйств, 8 жителей.